# Feel (Glenn Hughes)
Feel è un album in studio da solista del cantante e bassista britannico Glenn Hughes (Deep Purple, Black Sabbath, Trapeze), pubblicato nel 1995.

## Tracce
1. Big Time – 4:59
2. Livin' For The Minute – 5:26
3. Does It Mean That Much To You? – 5:42
4. Save Me Tonight (I'll Be Waiting) – 4:15
5. Redline – 4:53
6. Coffee & Vanilla – 5:59
7. Push! – 4:56
8. She Loves Your Money – 4:38
9. Speak Your Mind – 5:17
10. Talkin' To Messiah – 4:38
11. Maybe Your Baby – 5:43